# Naenia contaminata
Naenia contaminata är en fjärilsart som beskrevs av Walker 1861. Naenia contaminata ingår i släktet Naenia och familjen nattflyn. Inga underarter finns listade i Catalogue of Life.